# 加茂村 (広島県)
加茂村（かもそん）は、広島県深安郡にあった村。現在の福山市加茂町の南東部、国道182号の沿線にあたる。

## 地理
- 河川 ： 加茂川
- 山岳 ： 天神山、笠木山

## 歴史
- 1889年（明治22年）4月1日 - 町村制の施行により、安那郡粟根村・芦原村・中野村・上加茂村・八軒屋村の区域をもって発足。
- 1898年（明治31年）10月1日 - 所属郡が深安郡に変更。
- 1955年（昭和30年）3月31日 - 山野村・広瀬村と合併して加茂町が発足。同日加茂村廃止。